# لوئیس مادرو
لوئیس مادرو (انگلیسی: Luis Medero؛ زادهٔ ۲۴ ژانویهٔ ۱۹۷۳) بازیکن فوتبال اهل آرژانتین است.
از باشگاه‌هایی که در آن بازی کرده‌است می‌توان به باشگاه ورزشی سن لورنسو آلماگرو، باشگاه فوتبال بوکا جونیورز، و باشگاه فوتبال آرژانتینوس جونیورز اشاره کرد.